# ピンクパイナップル
ピンクパイナップル（PinkPineapple）は映像コンテンツレーベル。主にアダルトアニメを製作している。

## 概要
後述する企業再編の影響で、2004年を境に製作・販売体制が大きく変わっており、ここでは前期を『ケイエスエス期』、後期を『ジーダス期』とする。
ケイエスエス期
1990年代前半に、一般向け実写・アニメコンテンツを手掛けていたケイエスエスの、アダルトアニメ部門として設立。当初は成人向け漫画・ゲームをアニメ化しつつ、オリジナル作品である『淫獣教師』や『淫魔妖女』等も企画製作し、既存本業を凌駕する看板コンテンツに成長した。
また、2006年4月28日には配信サイトピンパイティーヴィを開設した上で、既存アニメ作品に加えて実写アダルト作品の配信も開始し、販売後数年経過した作品を海外企業に配給する様にもなった。
ジーダス期
しかし、2004年にケイエスエス全体における、一般向け・成人向けアニメ制作統括を一手に引き受けていた、プロデューサーの大宮三郎と、音響ディレクション担当の飯塚康一が他社に移籍した事により、ピンクパイナップル及び、ケイエスエス・コンテンツ事業の大半が活動停止に追い込まれた。
その後、ピンクパイナップルの既存アダルトアニメ作品版権は、softgarage傘下の株式会社JSDSS（ジーダス）に移管され、2005年からは新作が新体制で製作される様になる。
同時に、実写アダルト作品の製作や、海外企業への作品配給も停止した。
2010年以降は、アダルトアニメ作品及び、その原作候補作品に連動した、関連グッズ制作を手掛ける様になり、2012年にはピンパイジューシィ名義でアダルトゲームの制作も行った。
さらに同年にはピンパイティーヴィにて、宣伝情報番組ピンパイexプレス！の配信が開始され、ミルキー等の他社作品配信も行われる様になったが、2014年頃に一旦サービスを終了し、そのサービスの大半は自社メインサイトに統合された。

## 作品

### 90年代

#### 1994年
- 同級生
- 美しき性の伝道師麗々（原作：清水としみつ）
- マジカルトワイライト（原作：悠宇樹）
- ドラゴンピンク（原作：ITOYOKO）
- 嘆きの健康優良児（原作：完顔阿骨打）
- 淫獣教師
- 新・エンジェル（原作：遊人）
- 淫魔妖女

#### 1995年
- 誘惑カウントダウン（原作：うたたねひろゆき）
- 下級生 MY PRETTY CLASS STUDENT
- ゆんゆん☆パラダイス（原作：雑破業）
- 淫獣女教師
- エルフの若奥様（原作：カズマG-VERSION）
- ドラゴンライダー（原作：富士参號）
- 愛姉妹
- 教科書にないッ!（実写オリジナルビデオ、原作：岡田和人）
- ステンレスナイト（原作：亜麻木硅）

#### 1996年
- きゃんきゃんバニーエクストラ
- 夢で逢いましょう（実写オリジナルビデオ、原作：山本直樹）
- 世紀末★ダーリン（原作：なると真樹）
- 平成ハレンチ学園（原作：永井豪）
- 転校生
- とらぶる♥EVOCATION（原作：龍炎狼牙）
- 亜紀子
- 同級生2
- パレード♥パレード（原作：あきふじさとし）
- ハレンチ紅門マン遊記（原作：永井豪）
- 着ぐるみ戦隊キルティアン（原作：猫島礼）
- 野々村病院の人々
- 忍法乱れからくり（原作：蘭宮涼）
- 魔討綺譚 斬奸（原作：龍炎狼牙）
- 魔法の詩保ちゃん（原作：恋緒みなと）
- 淫獣家庭教師
- エイミーと呼ばないでっ♥
- 河原崎家の一族

#### 1997年
- 淫獣エイリアン
- 淫獣VS女スパイ
- バーチャコール2
- ぶっとび!!CPU（原作：新谷かおる）
- えっちーず（原作：陽気婢）
- GLO・RI・A〜グロリア 禁断の血族〜
- 淫獣 ねらわれたアイドル（中国語版）
- 闘神都市II
- 遺作
- 淫獣大決戦
- 無人島物語X（ゲーム作品）
- 誘拐白書（ゲーム作品）
- Piaキャロットへようこそ!!
- エルフ版下級生
- 獣の棲む校舎（ゲーム作品）
- 同窓会 Yesterday Once More

#### 1998年
- 獣の棲む校舎 〜真章〜（ゲーム作品）
- ビ・ヨンド
- 放課後恋愛クラブ
- リボーンズデイ 月夜の出来事（ゲーム作品）
- あっぷでーと（ゲーム作品）
- 無人島物語X（ゲーム作品）
- YU-NO
- ドラゴンナイト4
- Piaキャロットへようこそ!!2
- Missing（ゲーム作品）

#### 1999年
- 若妻SEXフレンド志願（実写オリジナルビデオ）
- 淫獣ねらわれた花嫁
- 臭作
- 無人島物語XX（ゲーム作品）
- アイサの涙（ゲーム作品）
- 同窓会 Yesterday Once More D
- 痴漢研究室（ゲーム作品）
- TVアニメーション下級生
- 卒業生（同級生2special）
- 無人島物語XXX（ゲーム作品）
- コートの中の天使達（ゲーム作品）
- ティナは精霊使い（ゲーム作品）
- 無人島物語XX
- 脅迫〜終わらない明日〜

### 00年代

#### 2000年
- 淫夢〜生贄の宴〜
- Luv wave
- Rebirth（ゲーム作品）
- 淫夢2
- 微風の詩（ゲーム作品）
- リフレインブルー
- 臭作〜Replay〜
- M.E.M. 〜汚された純潔〜
- 恋姫
- コートの中の天使達 合宿中（ゲーム作品）
- コートの中の天使達
- Xmas Present（ゲーム作品）
- 警備員

#### 2001年
- Piaキャロットへようこそ!!2全集
- 遺作〜Respect〜
- 愛姉妹 〜二人の果実〜
- 猟奇の檻〜第2章〜
- D+VINE[LUV]
- 脅迫II〜もうひとつの明日〜
- アイルMANIAX
- 淫獣ねらわれたアイドル
- 恥辱監禁
- 帰ってきたコートの中の天使達
- 続・恋姫
- それゆけまりんちゃん（原作：野々村秀樹）
- 顔のない月

#### 2002年
- 鬼作
- 屈折
- 奇術師×魔術師
- 秘書課ドロップ THE ANIMATION （原作：春輝）
- flutter of birds 〜鳥達の羽ばたき〜
- Hi・Me・Go・To（原作：うたたねひろゆき）
- 愛しの言霊
- みずいろ
- 超昂天使エスカレイヤー
- あしたの雪之丞
- 新体操（仮）

#### 2003年
- 臭作〜Liberty〜
- 愛姉妹2〜二人の果実〜
- 百鬼
- ボンデージ・ゲーム 〜深窓の隷嬢達〜
- flutter of birds II 〜天使たちの翼〜
- 肢体を洗う
- 妻みぐい
- 放課後マニア倶楽部 collection
- MASARU あしたの雪之丞2
- エルフィーナ
- 微熱っ娘♭37℃（原作：月野定規）

#### 2004年
- 河原崎家の一族2
- 制服処女（原作：鬼ノ仁）
- 御神楽探偵団-活動写真-
- 鬼作〜魂〜
- 愛姉妹・蕾…汚してください

#### 2005年
- 緋忍伝 -呀宇種（ガウス）

#### 2006年
- ストリンジェンド〜エンジェルたちのプライベートレッスン〜（原作：世徒ゆうき）
- 下級生2 季花詞集
- 新・脅迫2 THE ANIMATION〜傷に咲く花 鮮血の紅〜
- 姉汁 〜白川三姉妹におまかせ〜

#### 2007年
- アッチェレランド〜堕天使たちの囁き〜（原作：世徒ゆうき）
- 家庭教師のおねえさん THE ANIMATION 〜Hの偏差値あげちゃいます〜
- 下級生2 〜Sketchbook〜
- 初犬 THE ANIMATION（原作：犬）
- MAGICAL WITCH ACADEMY 〜ボクと先生のマジカルレッスン〜 THE ANIMATION
- 人妻コスプレ喫茶2 〜人妻ラブラブ・コスプレOVA〜
- あねき…MY SWEET ELDER SISTER（原作：養酒オヘペ）
- 淫笑う看護婦 THE ANIMATION（原作：米倉けんご）

#### 2008年
- あらいめんとゆーゆーTHE ANIMATION（原作：松本ドリル研究所）
- 花粉少女注意報！THE ANIMATION（原作：小梅けいと）
- 個人授業 THE ANIMATION（原作：鬼ノ仁）
- ストリンジェンド&アッチェレランド ULTIMATUM〜SERA〜（原作：世徒ゆうき）
- エロマンガみたいな恋しよう（原作：ヤスイリオスケ）
- Love Selection THE ANIMATION（原作：如月群真）
- 初犬2 THE ANIMATION（原作：犬）

#### 2009年
- 水着彼女〜THE ANIMATION〜（原作：ぼっしぃ）
- ストレッタ〜THE ANIMATION〜（原作：世徒ゆうき）
- 独蛾〜THE ANIMATION〜（原作：月吉ヒロキ）
- 夏蟲〜THE ANIMATION〜（原作：月吉ヒロキ）

### 10年代

#### 2010年
- いっしょにエッチ
- お嬢様はHがお好き〜THE ANIMATION〜（原作：ぼっしぃ）
- 家庭教師のおねえさん2 THE ANIMATION〜Hの偏差値あげちゃいます〜
- 姉汁2 THE ANIMATION〜白川三姉妹におまかせ〜
- 愛妻日記

#### 2011年
- ファイティング オブ エクスタシー
- めんくい!（原作：tosh）
- ビーチクビーチ〜南国乳辱撮影会〜
- 豚姫様
- 少交女 THE ANIMATION
- TSF物語（原作：新堂エル）
- 霧谷伯爵家の六姉妹

#### 2012年
- 好きで好きで、すきで THE ANIMATION（原作：岡田コウ）
- 最終痴漢電車NEXT
- 少女×少女×少女 THE ANIMATION（原作：赤月みゅうと）
- 禁断の病棟 THE ANIMATION
- ハーレムタイム THE ANIMATION（原作：tosh）
- 恋糸記念日 THE ANIMATION（原作：たかやKi）

#### 2013年
- 未亡人日記〜憧れのあの女（ひと）と一つ屋根の下〜
- 聖ヤリマン学園援交日記
- 相思相愛ノート THE ANIMATION（原作：フクダーダ）
- 公開便所 THE ANIMATION（原作：墓場）
- ガーデン THE ANIMATION（原作：緑のルーペ）
- 不良にハメられて受精する巨乳お母さん THE ANIMATION
- 恋騎士 Purely☆Kiss THE ANIMATION
- 猥褻ミサイル THE ANIMATION「うっ、また出ちゃった」（原作：たろプン）
- 母娘乱館 THE ANIMATION 「琴音の章」
- かがち様お慰め奉ります ～寝取られ村淫夜噺～ THE ANIMATION
- 欲情バズーカ THE ANIMATION 「たっぷり濃いのイッパツで！」（原作：たろプン）
- JUNK LAND THE ANIMATION 「まじめな彼女と…思ってた？」（原作：紙魚丸）
- 奴隷兎とアンソニー THE ANIMATION 「Hな欲望、私が全部叶えてあげる」
- 小悪魔カノジョ THE ANIMATION 「汁まみれでトロトロ」（原作：Hisasi）

#### 2014年
- おっぱインフィニティ∞!（原作：エレクトさわる）
- 椎葉さんのウラの顔。 with イモートリップ
- フェラピュア ～御手洗さん家の事情～ THE ANIMATION 「朝から晩までしゃぶってあげる」
- PANDRA THE ANIMATION（原作：エレクトさわる）
- ラブesエム THE ANIMATION 「誰にも言えない秘密」
- 恋乳ているず THE ANIMATION 「この娘とヤリたい」
- 恋愛不要学派 THE ANIMATION 「私を調教してみたい？」 (原作：ヤスイリオスケ)
- 新・聖ヤリマン学園援交日記
- 聖娼女 THE ANIMATION 「聖女のように清らかで、娼婦のように淫らに…」

- ばくあね 弟しぼっちゃうぞ！ THE ANIMATION
- フリフレ THE ANIMATION ～制服堕天使の課外授業～
- 肉牝R30 ～肉欲に堕ちた牝たち～ THE ANIMATION 「もっと、淫らに…してください…」
- ボーイ・ミーツ・ハーレム THE ANIMATION 「南国ハーレム」（原作：立花オミナ）
- 神曲のグリモワール THE ANIMATION（原作：エレクトさわる）
- ランス01 光をもとめて THE ANIMATION（原作：Rance）

#### 2015年
- 豚の如き山賊に捕らわれて処女を奪われる巨乳姫騎士＆女戦士 ～絶対チ●ポなんかに負けたりしない!!～ THE ANIMATION
- しゃぶらレンタル エッチなおねえさんとのエロエロレンタルお勉強 THE ANIMATION
- 聖ヤリマンシスターズ☆パコパコ日記 THE ANIMATION
- LOVELY×CATION THE ANIMATION
- 炎の孕ませ乳（パイ）ドルマイ★スター学園Z THE ANIMATION
- なまイキ ～生粋荘（きっすいそう）へようこそ！～ THE ANIMATION
- 3Ping Lovers！☆一夫二妻の世界へようこそ♪ THE ANIMATION
- アラルガンド The Animation（原作：世徒ゆうき）
- 学園の生贄――慰み者と化した巨乳不良少女～白濁に侵される褐色＆堕肉の狂宴～ THE ANIMATION
- 逆転魔女裁判 ～痴女な魔女に裁かれちゃう～ THE ANIMATION
- デーモンバスターズ ～えっちなえっちなデーモン退治～ THE ANIMATION
- 武想少女隊ぶれいど☆ブライダーズ THE ANIMATION

- 炎の孕ませもっと！発育っ！身体測定2 THE ANIMATION

#### 2016年
- PRETTY×CATION THE ANIMATION
- こいなか -小田舎で初恋×中出しセクシャルライフ- THE ANIMATION
- ヌーディストビーチに修学旅行で!! THE ANIMATION
- 円交少女～陸上部ゆっきーの場合～ THE ANIMATION
- 妻みぐい3 THE ANIMATION
- PRETTY×CATION 2 THE ANIMATION
- 八尺八話快樂巡り ～異形怪奇譚～ THE ANIMATION
- 働くオトナの恋愛事情 THE ANIMATION

#### 2017年
- 2017-02-24 漆黒のシャガ
- 2017-03-31 えろゼミ -エッチにヤルきにABC-
- 2017-04-28 清楚で真面目な彼女が、最凶ヤリサーに勧誘されたら…?
- 2017-05-26 ヤリモクビーチに修学旅行で!!
- 2017-07-28 手垢塗れの天使
- 2017-08-25 炎の孕ませおっぱいエロアプリ学園 第1巻
- 2017-09-29 オトメ*ドメイン
- 2017-10-27 はーとふるママン
- 2017-11-24 ばくあね2 弟いっぱいしぼっちゃうぞ!
- 2017-12-22 パコマネ わたし、今日から名門野球部の性処理係になります…

#### 2018年
- 2018-01-26 リアルエロゲシチュエーション!
- 2018-02-23 なりゆき→パパ活GIRLS!!
- 2018-04-27 ツンえむ! -ぎゅっと縛って指導して-
- 2018-07-27 新妻こよみ
- 2018-09-28 添いカノ-ぎゅっと抱きしめて-
- 2018-10-26 発情スイッチ -堕とされた少女達-
- 2018-11-30 ボクと彼女の研修日誌
- 2018-12-21 なちゅらるばけーしょん

#### 2019年
- 2019-01-31 我が家のリリアナさん
- 2019-02-22 神待ちサナちゃん
- 2019-03-29 性活週間
- 2019-04-26 アイカギ
- 2019-05-31 マスターピース THE ANIMATION
- 2019-06-28 てにおはっ!2 ～ねぇ、もっとえっちなコトいっぱいしよ?～
- 2019-10-25 しごカレ-エッチな女子大生とドキ×2ラブレッスン!!
- 2019-11-29 アイベヤ
- 2019-11-29 ラブホリック -魅惑の乙女と白濁カンケイ-
- 2019-12-20 ボクと彼女(女医)の診察日誌

### 20年代

#### 2020年
- 2020-01-31 となりの家のアネットさん
- 2020-02-28 愛聖天使ラブメアリー -悪性受胎-
- 2020-03-27 淫毛 IN -淫毛ーション-
- 2020-04-24 助っ人参上!!
- 2020-05-29 セクフレ幼馴染 -処女と童貞は恥ずかしいってみんなが言うから-
- 2020-07-31 琥珀色のハンター
- 2020-08-28 サキュバステードライフ
- 2020-09-25 浮気と本気
- 2020-10-30 図書室ノ彼女-清楚ナ君ガ堕チルマデ-
- 2020-10-30 母ちゃんの友達にシコってるところ見られた。

#### 2021年
- 2021-01-29 君が好き。
- 2021-02-26 リアルエロゲシチュエーション！2（中国語版）
- 2021-04-30 搾精病棟 THE ANIMATION
- 2021-04-30 指導姦 Day after
- 2021-06-25 エロゲで全ては解決できる！
- 2021-07-30 アネットさんとリリアナさん
- 2021-08-27 黒獣2
- 2021-09-24 とろかせおるがずむ
- 2021-10-29 オナホ教室 ～女子全員妊娠計画～
- 2021-11-26 ママホリック ～魅惑のママと甘々カンケイ～
- 2021-12-24 がーるずらっしゅ

#### 2022年
- 2022-01-28 やみつきフェロモン
- 2022-02-25 キミはやさしく寝取られる
- 2022-02-25 Garden～高嶺家の二輪花～
- 2022-03-25 らぶみ－「楓と鈴」
- 2022-06-24 今までで一番良かったセックス
- 2022-07-29 同級生リメイク
- 2022-08-26 鬼作 令和版
- 2022-09-30 デリバリーち〇こを頼みたい お姉さん
- 2022-12-27 異世界来たのでスケベスキルで全力謳歌しようと思う

#### 2023年
- 2023-01-27 スリーピース THE ANIMATION
- 2023-02-24 魔女は結局その客と。。。
- 2023-03-31 不貞 with ...
- 2023-05-26 メイド教育
- 2023-07-28 奥さまの回復術
- 2023-08-25 この恋に気づいて

#### 2024年
- 2024-01-26 フルール THE ANIMATION
- 2024-03-29 おじさんで埋める穴
- 2024-04-26 恋乳オーダー ～おかわり～
- 2024-04-26 雌吹
- 2024-06-28 セフレのセンパイ
- 2024-07-26 性欲つよつよ
- 2024-08-30 バブルdeハウスde◯◯◯

#### 2025年
- 2025-01-31 彼女フェイス
- 2025-02-28 知らないこと知りたいの？ THE ANIMATION
- 2025-03-28 インモラルーティーン THE ANIMATION